# Cook Group
Cook Group Incorporated er et amerikansk privatejet firma med base i Bloomington, Indiana, der hovedsageligt er involveret i fremstilling af medicinsk udstyr. I 2008 blev det rangeret som #324 på Forbes' America's Largest Private Companies. Virksomheden har tre hovedafdelinger; Cook Medical, Cook Services og Cook Properties. Alle tre er delt op i yderligere et antal datterselskaber.
Flagskibsfirmaet, Cook Incorporated, der er en del af den medicinske del, blev grundlagt i 1963 i et soveværelse i Bloomington. Det første produkter fra Cook Incorporated inkluderede katetere, nåle og trådføring. I dag fremstiller virksomheden over 16.000 produkter over 13 hospitalslinjer og leverer til 135 lande. Andre virksomheder inkluderer også producenter af K-Tube og Cook Polymer Technology. Cook ejer CFC Properties., en virksomhed der beskæftiger sig med ejendomsudvikling der ejer beboelsesbygninger og kommercielle ejendomme i Bloomington samt Fountain Square Mall og Grant Street Inn. Cook ejer også French Lick Resort, der inkluderer de to hoteller West Baden Springs Hotel og French Lick Springs Hotel.
Selskabet har et dansk site i Bjæverskov på Sjælland med omkring 800 medarbejdere, hvor der fremstilles medicinsk udstyr.

## Datterselskaber
| - Cook Incorporated - Cook Research Incorporated - Cook Urological Incorporated - Cook Pharmica, LLC - Cook MyoSite - Cook Regentec - MED Institute, Inc. - Cook Biotech Incorporated - Cook Endoscopy - Cook Vascular Incorporated - William Cook Europe ApS - William A. Cook Australia Pty. Ltd. - Cook Ireland Ltd. | - Sabin Corporation now Cook Polymer Technology - K-Tube Corporation - CFC, Inc. - Fountain Square Mall - Grant Street Inn - Cook Aviation Inc. - Cook Travel - Cook Family Health Center Inc. |